# Moba (oraș)
Moba este un oraș în  provincia Katanga, Republica Democrată Congo. În 2012 avea o populație de 63 613 de locuitori, iar în 2004 avea 46 890.

## Personalități născute aici
- Laurent-Désiré Kabila (1939 - 2001), fost președinte al Republicii Democratice Congo⁠(d).